# Матмур, Карим
Карим Матмур (араб. كريم مطمور‎, фр. Karim Matmour; 25 июня 1985, Страсбург, Франция) — алжирский футболист, нападающий. Выступал за сборную Алжира.

## Карьера

### Клубная
До 2004 года играл за молодёжные команды родного города Страсбурга, в 19-летнем возрасте перешёл в немецкий «Фрайбург», в котором сначала играл за молодёжную команду, а потом провёл 3 сезона в основной команде. В 2008 году перешёл в мёнхенгладбахскую «Боруссию». В 2011 году перешёл во франкфуртский «Айнтрахт» за сумму в 500 тысяч евро.

### В сборной
Родился во Франции, но имеет алжирские корни, поэтому мог представлять на международном уровне, как сборную Франции, так и сборную Алжира. 7 февраля 2007 года дебютировал в составе национальной сборной Алжира в матче против сборной Ливии, к настоящему моменту провёл 29 матчей за сборную в которых забил 2 мяча. Участвовал в составе сборной Алжира в чемпионате мира 2010.